# Ceratina ballotae
Ceratina ballotae là một loài Hymenoptera trong họ Apidae. Loài này được Eardley & Daly mô tả khoa học năm 2007.